# Isla Lalu
Isla Lalu (en chino: 拉魯島) es una pequeña isla en Lago de Sol y Luna en Taiwán. La isla era mucho más grande, y separaba el lago en una parte con forma de luna creciente y otra parte en forma de un sol todo el año. Cuando la isla todavía era más grande, la gente solía vivir en ella. Dos eventos disminuyeron el tamaño de la isla. En primer lugar, la construcción de una represa en la década de 1930 elevó el nivel de agua en el lago y por lo tanto inundó casi toda la isla. En 1999 la isla se redujo de nuevo durante un terremoto, que también destruyó el pabellón.
Lalu es una palabra Austronesia que corresponde aproximadamente a "después", "más tarde" (en chino: 後) con significados similares desde Taiwán a Indonesia.